# چا کوم-چول
چا کوم-چول (انگلیسی: Cha Kum-chol؛ زادهٔ ۱۹ ژوئیهٔ ۱۹۸۷) وزنه‌بردار اهل کره شمالی است.